# Pierre Baillot
Pierre Marie François de Sales Baillot (ur. 1 października 1771 w Passy, zm. 15 września 1842 w Paryżu) – francuski kompozytor i skrzypek.

## Życiorys
Uczył się w Passy u Polidoriego, w Paryżu u Sainte-Marie oraz w Rzymie u Francesco Pollaniego. W 1791 roku został skrzypkiem w orkiestrze paryskiego Théâtre Feydeau. Odbył dodatkowe studia w zakresie kompozycji u Cherubiniego, Catela oraz Rejchy i w 1795 roku został profesorem nowo utworzonego Konserwatorium Paryskiego. W 1802 roku został członkiem nadwornego zespołu Napoleona Bonaparte. Odbywał liczne podróże koncertowe, w latach 1805–1808 przebywał w Rosji. W 1814 roku zorganizował w Paryżu pierwsze stałe koncerty muzyki kameralnej. Od 1821 do 1832 roku był pierwszym skrzypkiem Opéra de Paris. Od 1825 roku był członkiem kapeli królewskiej. Do jego uczniów należeli Charles Bériot, Charles Dancla i Jacques Féréol Mazas.
Uchodził za jednego z czołowych skrzypków swojej epoki. Napisał m.in. Symfonię koncertującą na 2 skrzypiec i orkiestrę, 9 koncertów skrzypcowych, 3 kwartety smyczkowe, 15 triów, 6 duetów. Był autorem podręcznika L’Art du violon (wyd. Paryż 1834).